# Епископија велешко-повардарска
Епископија велешко-повардарска је епархија Православне охридске архиепископије под јурисдикцијом Српске православне цркве. Архијереј администратор је архиепископ Јован (Вранишковски).

## Историја
Све до 2002. године, ово подручје се у склопу канонског устројства СПЦ сматрало делом упражњених канонских епархија, чијим је администраторима још од избијања црквеног раскола (1967) било забрањивано (од стране држвних власти тадашње СР Македоније, односно БЈРМ) да обављају своју службу на том простору, на коме је тадашња расколничка Македонска православна црква у међувремену основала своју Велешко-повардарску епископију.
До промене је дошло након склапања Нишког споразума, тако да је СПЦ већ током 2002. године донела неколико одлука о преуређењу јерархијских односа у циљу организовања аутономне Охридске архиепископије, у чијем саставу би се налазила и новостворена канонска Велешко-повардарска епископија, за чијег је епархијског архијереја признат и потврђен Јован (Вранишкоски), дотадашњи велешко-повардарски владика МПЦ који је истрајао на спровођењу диха и слова Нишког споразума, ступивши под окриље СПЦ. Одлуком Светог архијерејског сабора СПЦ од 23. септембра 2002. године, владика Јован је постављен и за патријаршијког егзарха над свим епархијама СПЦ на подручју тадашње БЈРМ.
Стварање канонске Велешко-повардарске епископије потврђено је 24. маја 2005. године, када је Свети архијерејски сабор СПЦ усвојио Томос о црквеној аутономији Православне охридске архиепископије, у коме је у склопу аутономне ПОА била назначена и ова епископија. У исто време, велешко-повардарски владика Јован изабран је за архиепископа охридског и митрополита скопског, примивши и службу администратора у Велешко-повардарској епархији.
У периоду од 2002. до 2022. године, Епископија велешко-повардарска била је једина канонска наследница древне православне епархије са средиштем у Велесу, која је постојала као посебна епархија све до 1873. године, када је спајањем две епархије, Велешке и Дебарске, извршено стварање нове Велешко-дебарске епархије. Ова епархија је постојала све до 1920. године када је након прикључења Српској православној цркви раздељена на суседне епархије, тако да је Велес потпао под Скопску, а Дебар под Охридску епархију.
Питање о даљем опстанку ове епископије и целе ПОА покренуто је у пролеће 2022. године, након званичног измирења између СПЦ и МПЦ. Услед велике сложености разних еклисиолошких питања, која нису могла бити решена одмах, архијереји ПОА нису присуствовали објављивању патријарховог томоса о аутокефалности МПЦ, који је био уручен 5. јуна у Београду. Решавање статусних питања изнова је покренуто у пролеће 2023. године, када је постигнут коначни споразум о интеграцији ПОА са МПЦ, што је подразумевало и фактички престанак постојања ПОА и свих њених епископија.